# Contrato Social de Debian
El Contrato Social de Debian es un documento que representa la agenda moral de Debian. Los valores resaltados en el contrato social proveen los principios básicos para las reglas definidas en las Directrices de software libre de Debian. Estas directrices forman las bases para la Licencia Open Source.
Un usuario sacrifica cierto nivel de control al elegir un Sistema Operativo para su computadora. Debian sostiene que los fabricantes de un sistema operativo libre deberían proveer cuando un usuario les confía el control de una computadora. Dichas garantías quedan recogidas en el siguiente contrato social

## Contrato Social con la comunidad de software libre
1. Debian permanecerá 100% libre Las directrices de software libre de Debian (DFSG) son el criterio que se utiliza para determinar si el software es libre o no. Mantener el sistema así como todos sus componentes completamente libres de acuerdo con este criterio. Dar soporte también a aquellos usuarios que desarrollen y ejecuten software no libre en Debian pero nunca haremos que el sistema tenga que utilizar obligatoriamente un componente que no sea libre.
2. Contribuir a la comunidad de software libre Al escribir nuevos componentes del sistema Debian, los licenciaremos de forma consistente con la definición de software libre. Hacer el mejor sistema que podamos, de forma que el software libre tenga amplia difusión y uso. Enviar parches, mejoras, peticiones de los usuarios, etc. a los autores originales (esto se conoce en inglés como upstream, N. del T.) del software incluido en el sistema.
3. No ocultar los problemas Mantener la base de datos de informes de error accesible al público en todo momento. Los informes de error que los usuarios envíen serán visibles por el resto de usuarios de forma inmediata.
4. La prioridad son los usuarios y el software libre Guiarse por las necesidades de nuestros usuarios y de la comunidad del software libre. Sus intereses serán una prioridad. Dar soporte a las necesidades de nuestros usuarios para que puedan trabajar en muchos tipos distintos de entornos de trabajo. No poner objeciones al software no libre que vaya a ejecutarse sobre Debian ni cobrar a las personas que quieran desarrollar o usar ese tipo de software (no libre). Permitir a otros crear distribuciones de valor añadido basadas en Debian sin cobrar nada por ello. Es más, se entregará un sistema integrado de alta calidad sin restricciones legales que pudieran prevenir este tipo de uso.
5. Trabajos que no siguen los estándares de software libre Reconocer que algunos de los usuarios necesitan usar trabajos que no sigan las directrices de software libre de Debian (DFSG). Por ello, se crearon las secciones contrib y «non-free» en el archivo para estos trabajos. Los paquetes en estas secciones no son parte del sistema Debian, aunque han sido configurados para usarse con Debian. Se anima a los distribuidores de CD a que lean las licencias de los paquetes en estas secciones para poder determinar si pueden distribuir este software en sus CD. Así pues, aunque los trabajos que no sean libres no son parte de Debian, dar soporte para su uso, y proporcionar una infraestructura (como el sistema de informe de errores y listas de distribución) para paquetes no libres.

La expresión contrato social con la comunidad de software libre fue sugerida por Ean Schuessler. El primer borrador de este documento fue escrito por Bruce Perens, fue modificado por los demás desarrolladores de Debian durante una conferencia por correo electrónico que duró un mes (junio de 1997) y finalmente aceptado como la normativa pública del proyecto Debian. Posteriormente, Bruce Perens eliminó las referencias específicas a Debian en las directrices de Debian para el Software Libre (DFSG), creando la definición de Open Source.